# Michael D. Higgins
Michael Daniel Higgins (tiếng Ireland: Mícheál Dainéal Ó hUiginn, sinh ngày 18 tháng 4 năm 1941) là một chính trị gia, nhà thơ, nhà văn và nhà viết kịch bản truyền hình người Ireland. Ông là Tổng thống thứ chín của Ireland, sau khi chiến thắng trong cuộc bầu cử tổng thống Ailen tổ chức vào ngày 27 tháng 10 năm 2011. Ông là Chủ tịch Công đảng của Ireland cho đến khi ông từ chức khỏi đảng sau cuộc bầu cử tổng thống. Ông đã từng là một Teachta Dála (TD) cho đơn vị bầu cử Galway West, Ông đã từng là Bộ trưởng Bộ Nghệ thuật, Văn hóa và Gaeltacht 1993-1997.
Michael Higgins sinh năm 1941 tại thành phố Luimneach. Khi lên 5 tuổi, người cha nghiện rượu của cậu đã bắt gia đình gửi của ông đến một nông trại của người bà con ở hạt Chláir và Michael Higgins lớn lên ở đây. Cậu đã học trường phổ thông St. Fhlannáin ở Chláir, sau đó học Đại học quốc gia Ireland, Galway, trở thành giảng viên trường này.
Từ năm 1969 đến năm 1973, ông hai lần thất bại khi ứng cử vào nghị viện đại diện của Công đảng.
Năm 1973, ông được thủ tướng Liam Mac Cosgair chỉ định vào làm việc tại Thượng viện Ireland. Ông được bầu vào nghị viện Ireland năm 1981 và làm thị trưởng thành phố Galway hai nhiệm kỳ.
Năm 1993, ông trở thành bộ trưởng Bộ Nghệ thuật, Văn hóa trong chính phủ. Thành tựu đáng kể của ông ở vị trí này là việc huỷ bỏ nghị định số 31, trong đó quy định những người dân tộc chủ nghĩa và những người cộng hoà ở Ireland không được làm cho các phương tiện truyền thông đại chúng.
Ông cũng là người thành lập kênh truyền hình toàn quốc TG4.
Ông có thể nói thông thạo tiếng mẹ đẻ Ireland cũng như tiếng Anh.